# Strum (Wisconsin)
Strum es una villa ubicada en el condado de Trempealeau en el estado estadounidense de Wisconsin. En el Censo de 2010 tenía una población de 1.114 habitantes y una densidad poblacional de 335,51 personas por km².

## Geografía
Strum se encuentra ubicada en las coordenadas 44°33′11″N 91°23′16″O / 44.55306, -91.38778. Según la Oficina del Censo de los Estados Unidos, Strum tiene una superficie total de 3.32 km², de la cual 3.06 km² corresponden a tierra firme y (7.88%) 0.26 km² es agua.

## Demografía
Según el censo de 2010, había 1.114 personas residiendo en Strum. La densidad de población era de 335,51 hab./km². De los 1.114 habitantes, Strum estaba compuesto por el 96.14% blancos, el 0.18% eran afroamericanos, el 0.09% eran amerindios, el 0.18% eran asiáticos, el 0% eran isleños del Pacífico, el 2.87% eran de otras razas y el 0.54% pertenecían a dos o más razas. Del total de la población el 6.64% eran hispanos o latinos de cualquier raza.